# Josh Pais
Joshua Atwill Pais, detto Josh (New York, 21 giugno 1964), è un attore statunitense.

## Biografia
Pais è nato a New York ed è figlio di Lila Lee Atwill, pittrice e poetessa, e di Abraham Pais, fisico, professore e scrittore olandese. È apparso sul grande schermo in Tartarughe Ninja alla riscossa come Raffaello, La musica del cuore, Scream 3, Vizio di famiglia, In linea con l'assassino, Innamorarsi a Manhattan e Prova a incastrarmi - Find Me Guilty.
Pais ha sposato l'attrice Lisa Emery il 27 agosto 1990. Sono i genitori dell'attore Zane Pais. Pais ed Emery divorziarono nel 2003. Nel 2006 ha sposato l'imprenditrice Marie Forleo.

## Filmografia

### Cinema
- Tartarughe Ninja alla riscossa (Teenage Mutant Ninja Turtles), regia di Steve Barron (1990)
- Scream 3, regia di Wes Craven (2000)
- A Beautiful Mind, regia di Ron Howard (2001)
- Vizio di famiglia (It Runs in the Family), regia di Fred Schepisi (2003)
- Innamorarsi a Manhattan (Little Manhattan), regia di Mark Levin (2005)
- Denti (Teeth), regia di Mitchell Lichtenstein (2007)
- Year of the Dog, regia di Mike White (2007)
- The Assassination - Al centro del complotto (Assassination of a High School President), regia di Brett Simon (2008)
- Fratelli in erba (Leaves of Grass), regia di Tim Blake Nelson (2009)
- La frode (Arbitrage), regia di Nicholas Jarecki (2012)
- Quel momento imbarazzante (That Awkward Moment), regia di Tom Gormican (2014)
- La famiglia Fang (The Family Fang), regia di Jason Bateman (2015)
- My Bakery in Brooklyn - Un pasticcio in cucina (My Bakery in Brooklyn), regia di Gustavo Ron (2016)
- Insospettabili sospetti (Going in Style), regia di Zach Braff (2017)
- La seconda vita di Anders Hill (The Land of Steady Habits), regia di Nicole Holofcener (2018)
- Joker, regia di Todd Phillips (2019)
- Motherless Brooklyn - I segreti di una città (Motherless Brooklyn), regia di Edward Norton (2019)
- Funny Pages, regia di Owen Kline (2022)
- L'amico fedele, regia di Scott McGehee e David Siegel (2024)
- If I Had Legs I'd Kick You, regia di Mary Bronstein (2025)

### Televisione
- Star Trek: Deep Space Nine - serie TV, episodi 5x18 e 6x10 (1997)
- Sex and the City - serie TV, episodio 1x02 (1998)
- Law & Order - Unità vittime speciali (Law & Order - Special Victims Unit) - serie TV, 10 episodi (2000-2016)
- 2 Broke Girls - serie TV, 1 episodio (2012)
- Maniac - miniserie TV (2018)
- The Dropout - serie TV (2022)

### Doppiatore
- ”LEGO Tartarughe ninja - È l’ora dei ninja!” - Principe Cucciolino

## Doppiatori italiani
Nelle versioni italiane delle opere in cui ha recitato, Josh Pais è stato doppiato da:
- Mauro Gravina in Tartarughe Ninja alla riscossa, Year of the Dog, Motherless Brooklyn - I segreti di una città, Funny Pages, L'amico fedele
- Vittorio Guerrieri in Fratelli in erba, La seconda vita di Anders Hill
- Silvano Piccardi in Law & Order: Criminal Intent (ep. 3x09)
- Roberto Accornero in Law & Order: Criminal Intent (ep. 7x04)
- Manfredi Aliquò in Scream 3
- Roberto Certomà ne I Soprano
- Gianluca Tusco in Vizio di famiglia
- Marco Pagani in Denti
- Luigi Scribani ne La frode
- Edoardo Nordio in Psych
- Fabrizio Manfredi in Insospettabili sospetti
- Francesco Meoni in Joker
- Sandro Acerbo in The Dropout